# Arrondissement de Ndame
L'arrondissement de Ndame est l'un des arrondissements du Sénégal. Il est situé au nord du département de Mbacké, dans la région de Diourbel.
Il compte cinq communautés rurales :
- Communauté rurale de Touba Mosquée
- Communauté rurale de Dalla Ngabou
- Communauté rurale de Missirah
- Communauté rurale de Nghaye
- Communauté rurale de Touba Fall

Son chef-lieu est Ndame.